# Montmorot
Montmorot é uma comuna francesa na região administrativa de Borgonha-Franco-Condado, no departamento de Jura. Estende-se por uma área de 11,36 km². Em 2010 a comuna tinha 3 386 habitantes (densidade: 298,1 hab./km²).